# Јаков Алексић
Јаков Алексић (Малинско, 1842 – Брегалница, 5. јул 1913) је био бригадни барјактар, перјаник књаза Николе Петровића Његоша и васпитач књаза Мирка.

## Порекло
Потицао је из Гацког. Његов отац Мирко Алексић је 1840. године, убио гатачког, пивског и дробњачког муселима Смаил-агу Ченгића и његову главу лично однео Петру II Петровићу Његошу. Касније је учествовао у Херцеговачком устанку 1875. године. Сахрањен је у манастиру Подмалинско.

## Биографија
Јаков Алексић је рођен 1842. године у Малинском. Школовао се у манастиру Подмалинско и придружио се ускоцима. Борио се у Црногорско-турском рату 1862. године и због исказане храбрости га је књаз Никола преузео у перјанике. Није нарочито био срећан због овог звања, пошто је често морао да одсуствује од куће. Унапређен је у чин бригадног барјактара након Црногорско-турских ратова (1876-1878).
У мирнодопском периоду, васпитавао је књаза Мирка Петровића Његоша, најстаријег сина књаза Николе. Пошто га је често препадао како би га извештио храбрости, дечак се плашио, па му је књаз Никола скренуо пажњу да то не чини.
На почетку Другог балканског рата, јавио се као добровољац у Дечански одред који је под командом бригадира Јанка Вукотића дошао у Краљевину Србију. Погинуо је 5. јула 1913. године у Брегалничкој бици, током окршаја на Кривој Коси. У тренутку смрти је имао 71 годину.